# Cruz Machado
Cruz Machado is een gemeente in de Braziliaanse deelstaat Paraná. De gemeente telt 19.132 inwoners (schatting 2009).

## Aangrenzende gemeenten
De gemeente grenst aan Bituruna, Inácio Martins, Mallet, Pinhão, Rio Azul en União da Vitória.